# Ethnofiction

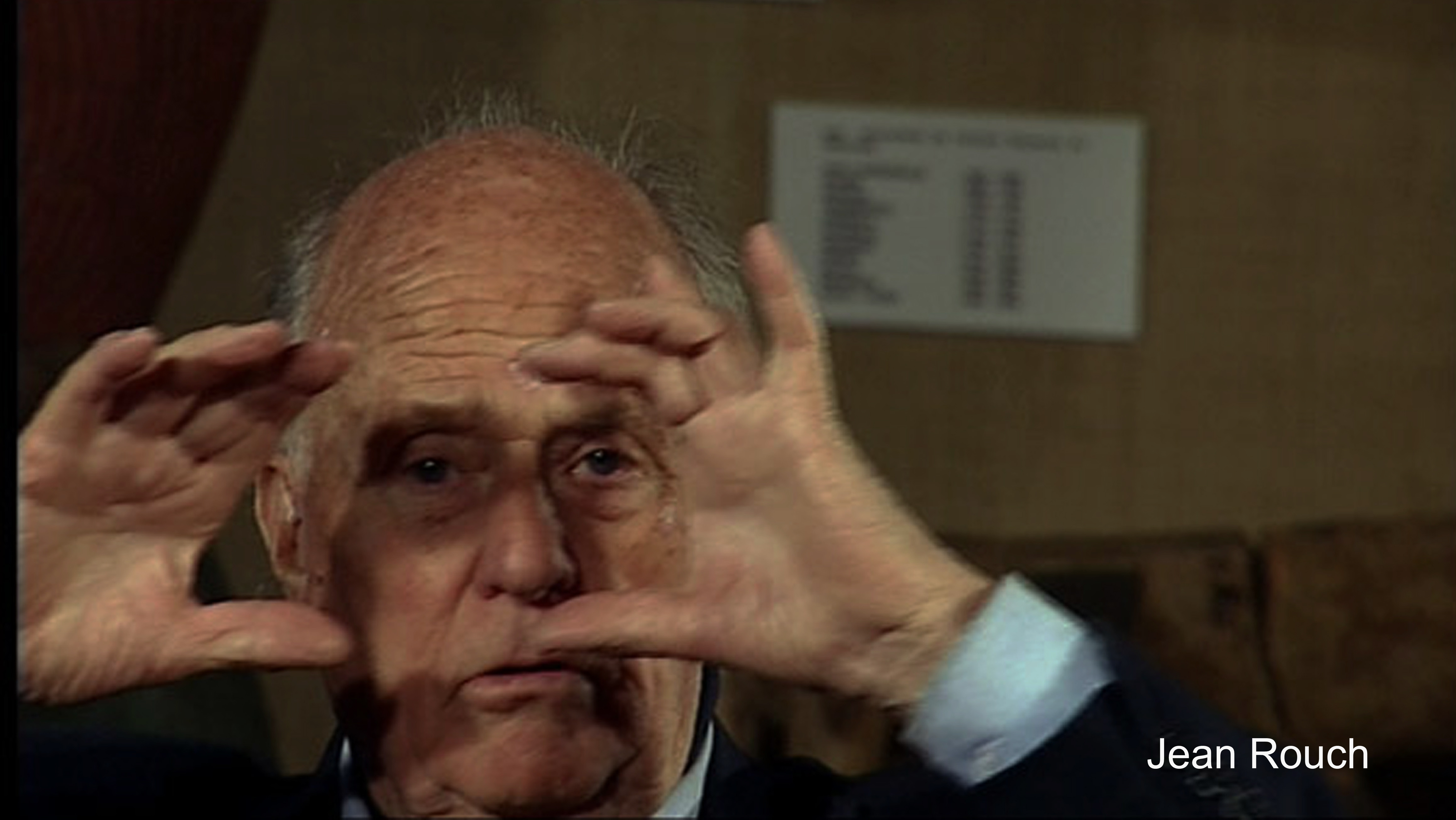
Jean Rouch dans Paroles, un film de Ricardo Costa)

L'ethnofiction se réfère spécifiquement à une docufiction ethnographique, un mélange de film documentaire et de fiction, dans le domaine de l’anthropologie visuelle. Il s’agit d’un film où, à travers l’imagination ou d'un récit fictionnel, souvent improvisant, les personnages, des natifs, jouent leurs propres rôles en tant que membres d’un groupe ethnique ou social.
S'inspirant et poursuivant les réalisations de Robert Flaherty et Dziga Vertov, voire aussi d'Alexandre Medvedkine, Jean Rouch,,,,,est considéré comme étant le père de l'ethnofiction. Ethnologue, tombé amoureux du cinéma, il a vite découvert que, intervenant forcément dans l’événement qu’elle enregistre (le rituel), la caméra devient participante. L’exigence dans la recherche d’une caméra non-participante, tel que Marcel Griaule défendait, est un préconçu que la pratique contredit,,,,,. Poursuivant dans ses recherches et allant plus loin que ceux qui le précédent dans la pratique du film ethnographique, Rouch y introduit l’acteur. Un nouveau genre de cinéma était né,.
Quoique plutôt applicable pour référer des films du domaine de l’ethnographie en tant qu'anthropologie visuelle, le terme ethnofiction sert aussi pour désigner certains films documentaires artistiques avec une longue tradition, qui précèdent et poursuivent l’œuvre de Rouch. Le terme peut servir aussi bien, dans un sens plus générique, pour s’appliquer à n’importe quelle œuvre fictionnelle dans la communication humaine, art ou littérature, ayant un fond ethnographique ou social.

## Réalisations portugaises
Simultanément à celles de Jean Rouch ou de Robert Flaherty, à travers des représentations cinématographiques de dures réalités locales, le genre existe au Portugal depuis les années 1930. Il se développe ensuite, le thème du nord-est portugais se détache dans les films des années 1960, puis dans les années 1980 et suivantes, le thème africain surgit dans les films de Flora Gomes, Pedro Costa, ou Daniel E. Thorbecke, réalisateur allemand de Terra Longe (Terres Lointaines), tourné au Cap Vert (Voir film).
Déclencher la fiction au cœur de l’ethnicité est une pratique courante dans les narratifs populaires au Portugal (dans la littérature orale). Ainsi, on comprendra pourquoi, dû à l’attraction traditionnelle par l’imagerie surréaliste et par la légende, certains films portugais se libèrent des prédicats réalistes et deviennent des fictions poétiques. Cette réalité est perceptible dans beaucoup de films, comme ceux de Manoel de Oliveira ou de João César Monteiro ou dans les hybrides de António Campos, António Reis et de Ricardo Costa,,. Depuis les années 1960, l’ethnofiction (vie réelle et fiction à la une) devient un trait distinctif du cinéma portugais.

## Chronologie
Ethnofictions

### Années 1920
- 1926 – Moana de Robert Flaherty, États-Unis
- 1929 - Finis terrae de Jean Epstein, France

### Années 1930
- 1930 – Maria do Mar (en) de José Leitão de Barros, Portugal
- 1931 - Mor'vran de Jean Epstein, France
- 1932 – L'Or des mers de Jean Epstein, France
- 1934 – L'Homme d'Aran de Robert Flaherty, GB
- 1936 – Tabu[23] de Friedrich Wilhelm Murnau et Robert Flaherty, EUA

### Années 1940
- 1942 – Ala-Arriba! de José Leitão de Barros, Portugal
- 1948 – Louisiana Story de Robert Flaherty, États-Unis

### Années 1950
- 1955 : Les Maîtres Fous de Jean Rouch, France
- 1958 : La pyramide humaine de Jean Rouch, France

### Années 1960
- 1960 – Moi, un Noir de Jean Rouch. France
- 1962 – L'Acte du Printemps (Acto da Primavera) de Manoel de Oliveira. Portugal
- 1963 – Pour la suite du monde (Of Whales, the Moon and Men) de Pierre Perrault et Michel Brault, Canada
- 1967 - Jaguar, de Jean Rouch, France

### Années 1970
- 1973 - Toumaï (série télévisée)
- 1976 – Gente da Praia da Vieira (Les Gens de Praia da Vieira) de António Campos, Portugal
- 1976 – Mau Tempo, Marés e Mudança (Mauvais Temps) de Ricardo Costa, Portugal
- 1976 – Trás-os-Montes (film) de António Reis et Margarida Cordeiro, Portugal
- 1979 – O Pão e o Vinho (Le Pain et le Vin) de Ricardo Costa, Portugal

### Années 1980
- 1988 – Mortu Nega (La Mort refusée) de Flora Gomes, Guinée-Bissau

### Années 2000
- 2000 : Dans la chambre de Vanda (No Quarto da Vanda) de Pedro Costa, Portugal
- 2003 : Brumes (Brumas) de Ricardo Costa, Portugal
- 2003 : Terra Longe (Terres Lointaines) de Daniel E. Thorbecke, Portugal
- 2006 : Juventude em Marcha (Jeunesse en marche) de Pedro Costa, Portugal
- 2006 : Homo sapiens (téléfilm) de Jacques Malaterre
- 2007 : Transfiction de Johannes Sjöberg, Angleterre
- 2007 : Le Sacre de l'homme de Jacques Malaterre

### Années 2010
- 2010 : Ao, le dernier Néandertal, de Jacques Malaterre
- 2011 : Toomelah, de Ivan Sen